# Mario Panseri
Mario Panseri (Roma, 17 agosto 1945 – Cairo Montenotte, 28 dicembre 1995) è stato un cantautore italiano.

## Biografia
Nato a Roma, nipote del trombettista jazz Nunzio Rotondo, si trasferì presto in Liguria, dapprima a Vado Ligure e poi a Cairo Montenotte.
Dopo aver collaborato con il Teatro Stabile di Genova, ottenne un contratto con l'RCA Italiana nel 1969, pubblicando l'anno successivo il primo album, con gli arrangiamenti curati da Gian Piero Reverberi, disco in cui si fa notare per la voce, simile a quella di Luigi Tenco, e per le canzoni intimiste.
Il secondo album, pubblicato nel 1973 e prodotto da Vincenzo Micocci, è Adolescenza, i cui testi sono ispirati al romanzo Agostino di Alberto Moravia.
Nel 1974 partecipò alla prima edizione del Club Tenco; ritornerà alla manifestazione nel 1975, nel 1976 e nel 1978.
Passò poi alla Polydor, per cui incise il terzo album, prodotto da Nico Papathanassiou, per continuare l'attività in ambito locale.
È scomparso nel 1995, all'età di 50 anni, a seguito di un infarto.

## Discografia

### 33 giri
- 1970: Mario Panseri (RCA Italiana, PSL 10453)
- 1973: Adolescenza (RCA Italiana, PSL 10585)
- 1978: Sulla spiaggia d'inverno (Polydor, 2448 067)

### 45 giri
- 1970: Ci siamo lasciati così/Verde primavera (RCA Italiana, PM 3520)
- 1978: Oggi, ieri, domani, dopodomani/Col sole negli occhi (Polydor, 2060 161)